# ヒッチコック (映画)
『ヒッチコック』（Hitchcock）は、2012年のアメリカ合衆国の伝記映画。サーシャ・ガヴァシが監督を務め、スティーヴン・レベロのノンフィクション本『アルフレッド・ヒッチコック&ザ・メイキング・オブ・サイコ』を原作とし、アルフレッド・ヒッチコック監督による1960年の映画 『サイコ』の製作の舞台裏を描く作品である。出演はアンソニー・ホプキンスとヘレン・ミレンなど。

## ストーリー
エド・ゲインの農場。いきなり弟が兄を撲殺する。予告編のように紅茶を飲むヒッチコックが出てきて、この事件がなかったら映画も作らなかっただろうと言う。
『北北西に進路を取れ』が公開されてヒットしているが、批評家の評価は高くない。次回作の原作を探し始めたヒッチコックの目に留まったのは、エド・ゲイン事件にヒントを得たロバート・ブロックのスリラー小説『サイコ』で、ラストを知られないように本を買い占める。しかし、パラマウント映画社もエージェントも出資に難色を示したことから、屋敷を担保に入れて自費で製作するハメになる。妻のアルマは「30分で主演女優を殺すのよ」と忠告。脚本はステファノが担当。
シャワー中の殺害シーンの問題や「アメリカ映画史でトイレの映像は必要なかった、ましてや流すなんて」と言われ、前代未聞の演出はヘイズ・コードを振りかざす映倫との不毛な論争を招き、アメリカでは上映できないとまでいわれる。ゲイの噂のあるアンソニー・パーキンスが呼ばれるが、ノーマン役が自分と重なりすぎていて自分も母が異常に好きで父親を殺したかったが、5歳の時に心臓発作で亡くなり、罪の意識を感じていると言われる。「グレース・ケリーが演じたら何でも許される」と嘆くと、「すでに王妃よ」とアルマが言い返し、ジャネット・リーを推薦する。リーは安物香水とランバンのMy Sinを使い分ける二重生活がマリオンの本質だと答え、胸が大きいのでシャワーのシーンを心配するが、カットの編集でつなぐと説得される。
憔悴（しょうすい）したヒッチコックの目には殺人鬼エド・ゲインの幻が見えるようになる。撮影が始まり、ラストを話さないように宣誓させる。最後の10ページはアルマに任せてあると言うが、優秀な脚本家で30年間ヒッチコックを支えてきたアルマは知人の脚本家ウィットフィールドに乞われて彼の別荘で『ドブロヴニク』の脚本の共同製作を始め、隠れ家に連れて行ったりして、ヒッチコックは妻の裏切りに静かに憤る。ヴェラ・マイルズとは『めまい』でヒロインに抜擢（ばってき）したら撮影2週間前に妊娠して、それ以来疎遠になっていて「女は分からない」と述懐。撮影がイメージどおりに進まず、高熱で倒れて遅れ、いら立ち、アルマの浮気を疑って大ゲンカとなる。アルマはウィットフィールドが浮気している現場を目撃。映画会社にせかされて上映したパイロットフィルムが散々の評判で「ヒッチコック劇場」で2部に分けて放送したら、とまで言われたことから、駄作を覚悟する。
嘆いても仕方がないとアルマが再編集を手伝う。音楽はいらないと言うが、バーナード・ハーマンが作曲して恐怖が増す。最初のベッドシーンも再撮影。2館だけで先行上映が決まり、上映後は誰も入れなくする。「予想通りの勝利」と言われる。アルマが「あなたの最大のヒット作になる」と言うと、ヒッチコックは「私たちの」と言い直し、「サスペンスの巨匠だから」と言う。
「こうして自宅とプールを失うことはなかった。次回作で実力が試されると言われるが、まだ思い浮かばない。が、ヒントはまもなく降りてくる」と言うヒッチコックの肩にカラスが舞い降りる。
アカデミー賞とは無縁だったものの、1979年に生涯貢献賞を取り、「この賞を人生の伴侶アルマと分かち合います」とスピーチした。

## キャスト
※括弧内は日本語吹替
- アルフレッド・ヒッチコック - アンソニー・ホプキンス（稲垣隆史）
- アルマ・レヴィル - ヘレン・ミレン（小宮和枝）
- ジャネット・リー - スカーレット・ヨハンソン（藤本喜久子）： 『サイコ』のマリオン・クレイン
- ヴェラ・マイルズ - ジェシカ・ビール（安藤麻吹）： 『サイコ』のマリオンの妹ライラ・クレイン
- アンソニー・パーキンス - ジェームズ・ダーシー： 『サイコ』のノーマン・ベイツ
- ルー・ワッサーマン - マイケル・スタールバーグ（三上哲）
- ジョセフ・ステファノ - ラルフ・マッチオ（川島得愛）
- ペギー・ロバートソン - トニ・コレット（唐沢潤）
- エド・ゲイン - マイケル・ウィンコット（高岡瓶々）
- ウィットフィールド・クック - ダニー・ヒューストン（ふくまつ進紗）
- バーニー・バラバン（英語版） - リチャード・ポートナウ（楠見尚己）
- ソール・バス - ウォレス・ランガム
- ヘンリー・ゲイン - フランク・コリソン
- ジェフリー・シャーロック - カートウッド・スミス
- PR・フラック - カリー・グレアム
- ジョージ・トマシーニ - スペンサー・ギャレット

※2013年の日本公開時、かつてヒッチコックの声を吹き替えていた熊倉一雄を起用したTV予告編が流された。

## 製作
2005年、アーツ&エンターテインメント・ネットワークがスティーヴン・レベロの書籍『アルフレッド・ヒッチコック&ザ・メイキング・オブ・サイコ』を原作としたテレビ映画またはミニシリーズを製作することが報じられた。その後、メジャー映画の企画となった。2007年、アイヴァン・ライトマンとトム・ポロックが所有するモンテシート・ピクチャー・カンパニーが、オリジナル版『サイコ』の配給会社であるパラマウント・ピクチャーズとファーストルック契約を結んだ。しかしながらパラマウントでの企画の4年後、製作はフォックス・サーチライト・ピクチャーズに移った・
2011年11月20日、サーシャ・ガヴァシが監督として交渉中であることが発表された。またそれに立ちアンソニー・ホプキンスがアルフレッド・ヒッチコック、ヘレン・ミレンがアルマ・レヴィル役で契約した。
2012年3月に多数のキャストが発表された。2012年3月1日、スカーレット・ヨハンソンとジェームズ・ダーシーが『サイコ』の主演俳優のジャネット・リーとアンソニー・パーキンスを演じることが発表された。さらにジェシカ・ビールがヴェラ・マイルズ役に決まった。さらにトニ・コレットが監督のアシスタント、ダニー・ヒューストンが脚本家のホイットフィールド・クック、マイケル・スタールバーグがスタジオ社長のルー・ワッサーマン、マイケル・ウィンコットが殺人鬼エド・ゲイン、ラルフ・マッチオが脚本家のジョセフ・ステファノ、リチャード・ポートナウがパラマウント・ピクチャーズ社長のバーニー・バラバン、ウォレス・ランガムがデザイナーのソール・バス役に決まったと発表された。
主要撮影は2012年4月13日にロサンゼルスで開始され、タイトルは『Hitchcock』に変更された。1960年6月16日の『サイコ』のニューヨーク・プレミア時に設定したシーンの撮影後の5月31日に完了した。
2012年9月12日、ダニー・エルフマンが音楽を作曲することが発表した。エルフマンは1998年のガス・ヴァン・サント監督によるリメイク版『サイコ』の音楽を手がけた際、バーナード・ハーマンのものを再構成した。

## 公開
2012年9月20日、フォックス・サーチライトはオスカー・シーズンに合わせて公開日を2012年11月23日にすることを発表した。